# Kona Coast
Kona Coast è un film del 1968 diretto da Lamont Johnson.
È un film drammatico statunitense con Richard Boone, Vera Miles e Joan Blondell.

## Trama
Il comandante Moran affitta la sua nave a pescatori turistici nelle isole Hawaii. Un giorno sua figlia è trovata assassinata. Moran sospetta di un ricco playboy e cerca di farlo condannare, con l'aiuto di un'amica. Ma un muro di omertà protegge il giovane.

## Produzione
Il film, diretto da Lamont Johnson su una sceneggiatura di Gilbert Ralston e un soggetto di John D. MacDonald, fu prodotto dallo stesso Johnson per la Pioneer Productions e la Warner Brothers e girato alle Hawaii.

## Distribuzione
Il film fu distribuito negli Stati Uniti nel maggio del 1968 al cinema dalla Warner Brothers.

## Critica
Secondo Leonard Maltin il film è un "melodramma di routine" che vanta un "buon cast".

## Promozione
Le tagline sono:
- IT'S WHERE IT'S AT... The action, the adventure, the excitement of a turned-on world that can't turn itself off!
- Her name was Woman... Her other name was Excitement. She belonged to Hawaii's Kona Coast like the surf riders and the beach bums.